# Чучин, Евгений Фёдорович
Евгений Фёдорович Чучин (1913 — 2002) — советский инженер-конструктор, лауреат государственных премий.
Родился в Москве в семье Фёдора Григорьевича Чучина — деятеля российского революционного движения.
В 1936 году окончил Военную академию механизации и моторизации РККА (ВАММ РККА) имени И. В. Сталина.
После окончания академии работал инженером в НИИ-20 (разработки в области радио и телеуправления в военной технике). Был уволен в конце 30-х в связи с репрессиями в отношении его родственников.
С 1947 года работал в СКБ часового и камневого станкостроения, с 1950-х годов главный инженер, с 1964 года (после выхода на пенсию Г. И. Неклюдова) начальник СКБ (Разработка станков и технологических линий для часовой и камневой (прецизионные подшипники из искусственных рубинов для часов) промышленности; разработка процессов автоматизации и механизации в часовом производстве.
С 1989 года на пенсии.
Ленинская премия 1961 года — за создание и внедрение автоматизированного оборудования на 1-м московском часовом заводе для производства часов.
Государственная премия СССР 1979 года — за разработку и внедрение агрегатированного оборудования, оснащённого автоматическими малогабаритными манипуляторами, для автоматической сборки механизмов наручных часов.
Сочинения:
- Фрезерование фасонных выемок и надписей на полуавтоматах [Текст] / Р. В. Вирабов, Е. Ф. Чучин. — Москва : Оборонгиз, 1958. — 140 с., 3 л. номогр. : ил.; 23 см.
- Автоматическая линия для изготовления корпусов наручных часов [Текст] / Б. С. Андреев, Е. Ф. Чучин. — Москва : ЦБТИ, 1959. — 26 с., 1 л. черт. : ил.; 22 см.
- Чучин Е. Ф. Специальное конструкторское бюро часового и камневого станкостроения (СКБ ЧС) — образцовое предприятие Минприбора. — М. : ЦНИИТЭИприборостроения, 1980. — [1], 9 с. ; 22 см.

Сын — Александр Евгеньевич Чучин, учёный-химик и писатель.
Сын — Евгений Евгеньевич Чучин
Дочь — Марина Евгеньевна Чучина (Виноварова)